# Buste de Pouchkine à Tchernigov

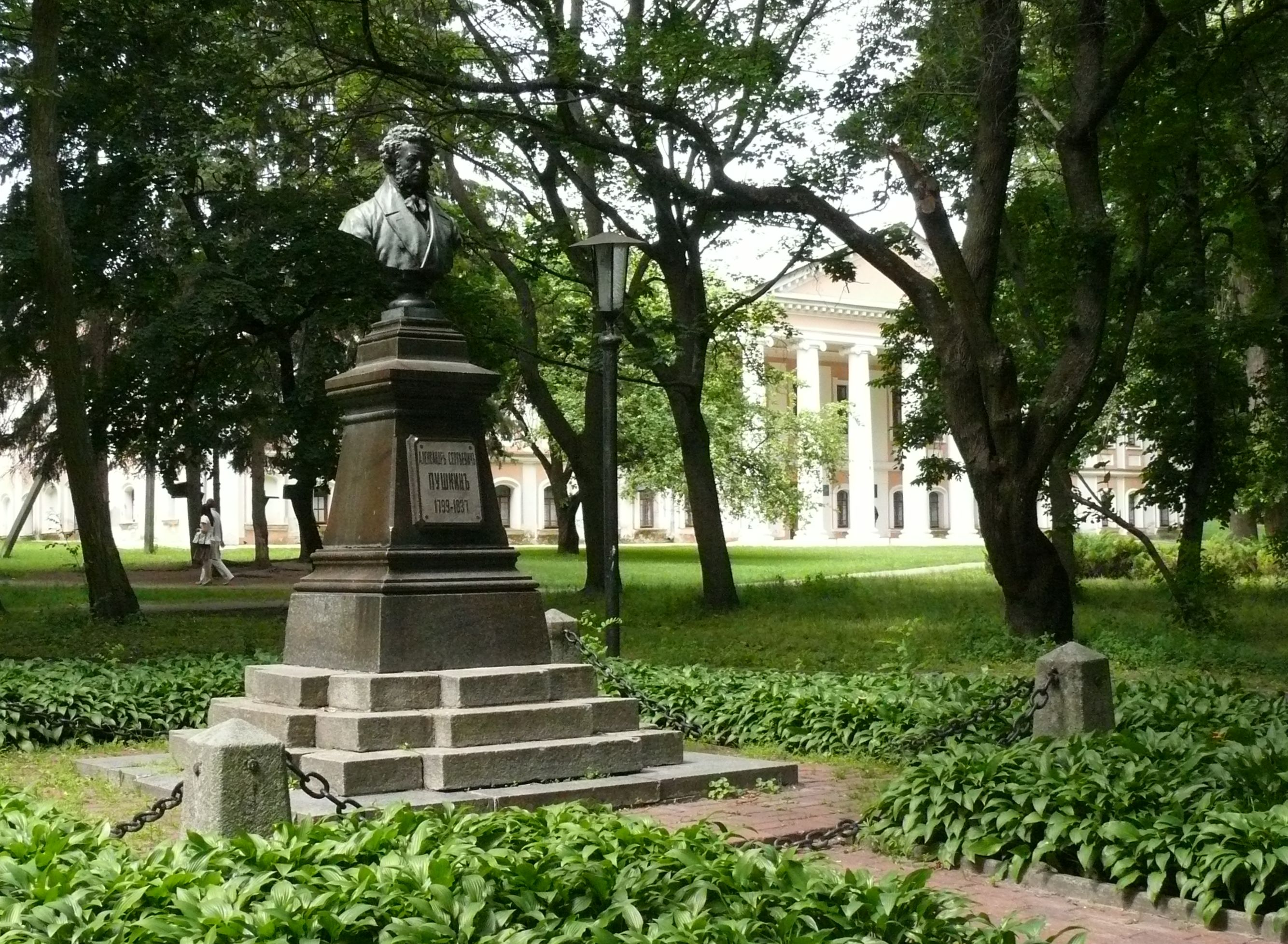
Vue du monument dans le square faisant face aux Archives régionales, ancien palais archiépiscopal

Le buste de Pouchkine est un monument élevé à la mémoire de l'homme de lettres Alexandre Pouchkine (1799-1837) par les habitants de la ville de Tchernigov, alors dans l'Empire russe. Il rappelle les séjours qu'il fit dans cette ville.

## Historique
Ce monument a été élevé sur souscription en 1899 pour le centenaire de la naissance du poète. La municipalité donne l'emplacement le 12 mai 1899. Une grande soirée littéraire est donnée le 29 septembre 1899 pour lever les derniers fonds. Le sculpteur est K. Bertaud, dont l'atelier est à Saint-Pétersbourg. Le dessin du projet architectural est confié à un artiste amateur local, G. Kovalenko.
Le monument est solennellement inauguré le 25 septembre 1900 (8 octobre dans le calendrier grégorien) à deux heures de l'après-midi en présence des autorités de la ville et de tous les enfants des écoles, des lycéens et des étudiants. La garde d'honneur est tenue par la troisième brigade du 167e régiment d'infanterie d'Ostrog avec un chœur militaire. Des treillis sont aménagés pour la réception qui suit.
Il rappelle le séjour que Pouchkine fit à Tchernigov en mai 1820 en chemin de Saint-Pétersbourg vers le Midi et son second séjour en août 1824, quittant son exil d'Odessa pour son domaine de Mikhaïlovskoïe. Il descendit les deux fois à l'hôtel Tsargrad qui se trouvait au croisement de la rue de la Chaussée (aujourd'hui prospekt Mira: avenue de la Paix) et de la rue de L'Exaltation de la Croix (aujourd'hui oulitsa Kniaza Tchiornovo: rue du Prince Noir). Il est inscrit au Registre national des monuments d'Ukraine sous le  numéro : 74-101-0082.
Les habitants de Tchernigov gardent la mémoire du grand poète russe. Une rue porte son nom ; elle est adjacente à la citadelle de Tchernigov.

## Description
Le buste de bronze mesure 1,50 mètre de hauteur et le socle en granite de 2,8, mètres est posé sur un piédestal de quatre marches. Le monument est clôturé par une chaîne attachée à quatre bornes aux angles.

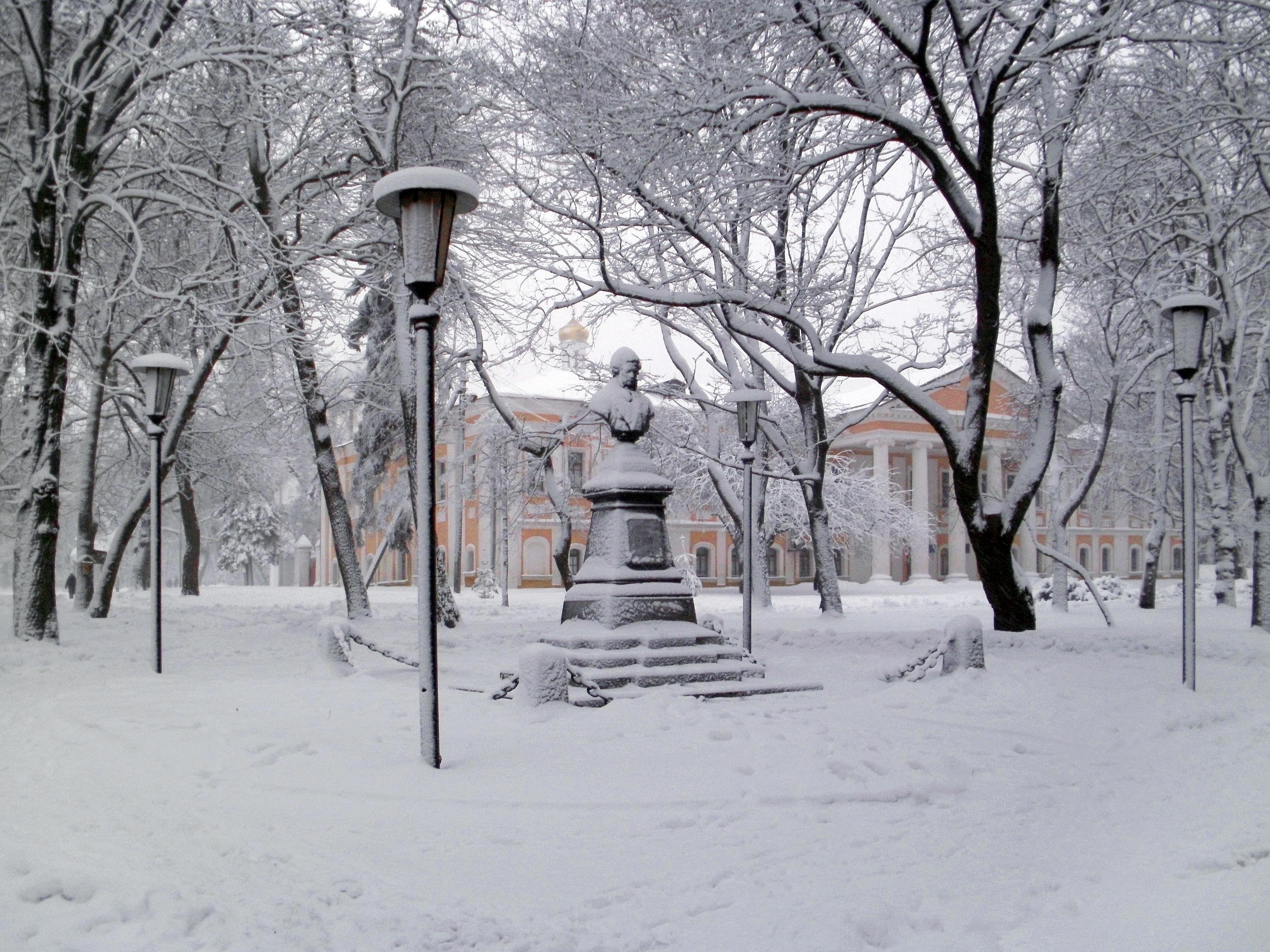
Vue du monument en hiver
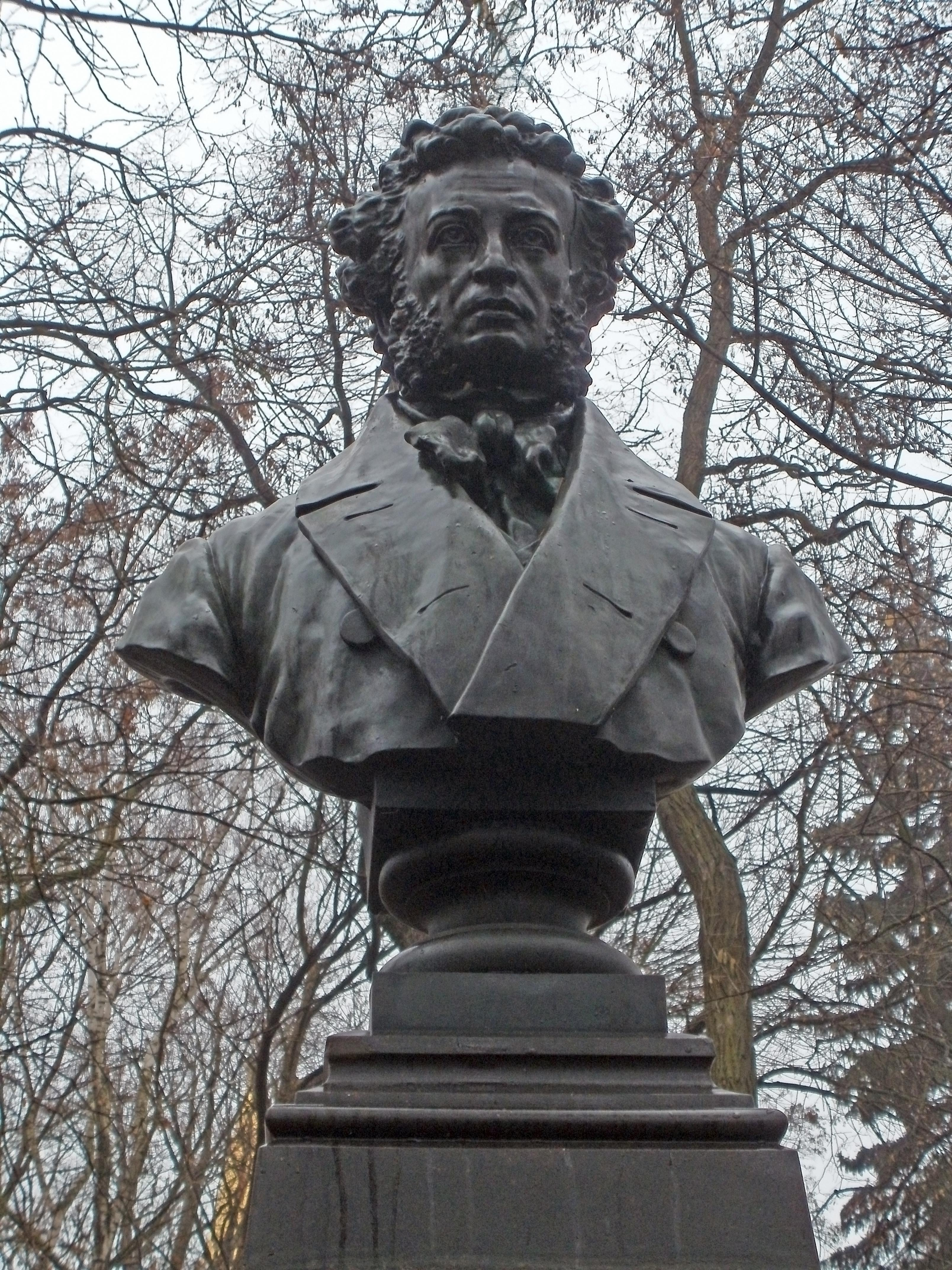
Photographie du buste en 2012
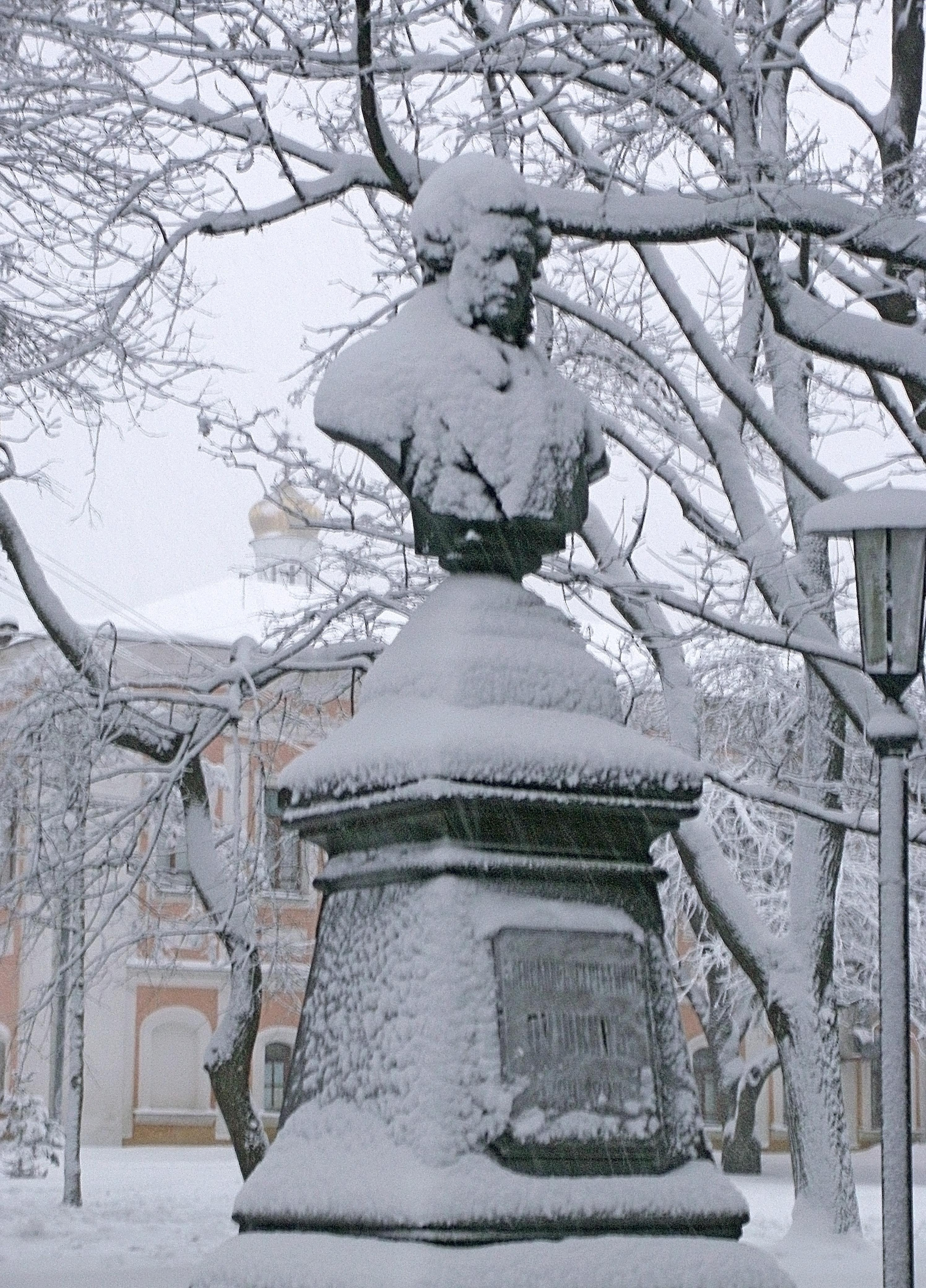
Le buste en hiver

## Source
- (ru) Cet article est partiellement ou en totalité issu de l’article de Wikipédia en russe intitulé « Памятник Пушкину (Чернигов) » (voir la liste des auteurs).